# Гомаз Артур Анатолійович
Артур Анатолійович Гомаз (1984—2022) — солдат Збройних Сил України, учасник російсько-української війни.

## Життєпис
Народився 11 жовтня 1984 року в місті Охтирка Сумської області.
Працював в ПАТ «Укрнафта» помічником бурильника капітального ремонту свердловин ЦК та ПРС міста Охтирка.
24 лютого 2025 року, під час підступного нападу російської федерації на територію України солдат Гомаз Артур Анатолійович свідомо прибув до Охтирського інженерного полку (військова частина А0563) та став до лав Збройних Сил України.
Загинув 26 лютого 2022 в районі міста Охтирка.
Похований в місті Охтирка.

## Нагороди та вшанування
- Орден «За мужність» III ступеня[1].
- Почесний громадянин міста-героя Охтирки.